# Индийска летяща лисица
Индийската летяща лисица (Pteropus giganteus) е вид бозайник от семейство Плодоядни прилепи (Pteropodidae).

## Разпространение и местообитание
Разпространен е в Бангладеш, Бутан, Индия, Китай, Малдивите, Мианмар, Непал, Пакистан и Шри Ланка.